# Papies (lexicògraf)
Papies (o Papias) (fl. 1040s–1060s) fou un lexicògraf llatí d'Itàlia. Tot i que sovint hom s'hi refereix com a  Papias el Llombard, poc és sabut de la seva vida, incloent si de fet provenia de Llombardia. L'obra The Oxford History of English Lexicography el considera el primer lexicògraf modern pel seu diccionari monolingüe (llatí-llatí), Elementarium Doctrinae Rudimentum, escrit durant un període de deu anys en la dècada de 1040. El Elementarium ha estat anomenat "el primer diccionari plenament reconeixible" i és una fita en el desenvolupament de diccionaris en tant que obres diferenciades de meres col·leccions de glosses. Papies arranja les entrades alfabèticament basant-se en les primeres tres lletres de la paraula, i és el primer lexicògraf que anomenar els autors o textos que utilitza com a fonts. Tot i que la majoria d'entrades no són etimològiques, Papies va posar els fonaments per a la lexicografia derivacional, que va quedar fermament establerta només un segle més tard.
Papies sembla que era un clergue amb interessos teològics, residint possiblement a Pavia. El nom "Papias" significa "la guia," i pot ser un pseudònim o nom de ploma. Bruno de Würzburg va veure un esborrany primerenc de l'Elementarium abans de morir el 1045, però és referència inequívoca en la crònica de Albericus Trium Fontium la que estableix que estava publicat el 1053.

## Elementarium doctrinae
Papies estableix els seus principis en un frefaci al seu diccionari i contribueix amb noves característiques a la lexicografia. Marca la  longitud de vocal en l'entrada de cada paraula quan aquesta és ambigua, i anota el gènere i declinació o conjugació, reconeixent que el lema pot ser insuficient per a un ús gramatical. Tanmateix, distingeix entre formes llatines clàssiques i formes llatines vulgars. Tot i que presta poca atenció a l'etimologia, proporciona definicions de termes legals, i facilita fragments de glossaris anteriors com el Liber glossarum i de llibres de text d'arts liberals i de lògica. De major interès general son els nombrosos exemples i informació discursiva que Papies proporciona sovint per cada paraula, pel que probablement hauria de ser considerat un enciclopedista tant com un lexicògraf.
Papies tradueix paraules i citacions gregies al llatí, incloent cinc línies d'Hesíode que trasllada en hexàmetres llatins. Això, tanmateix, pot ser una interpolació per un editor de l'edició de Venècia del 1485. Tot i que els seus esforços per manejar-se en llengua grega són significatius, els seus exemples són "sovint mal entesos i mal interpretats."
L'Elementarium va anticipar alguns principis de la lexicografia derivacional (disciplina derivationis), és a dir, un mètode que genera vocabulari a través de d'analogies verbals. L'objectiu no és només aprendre la paraula principal en l'entrada, sinó ser capaç de derivar-ne altres formes. El mètode havia estat il·lustrat anteriorment per Priscià en el seu Partitiones duodecim versuum Aeneidos principalium.